# Державна премія України імені Олександра Довженка
Державна премія України імені Олександра Довженка — державна нагорода України, встановлена для відзначення за видатний внесок у розвиток українського кіномистецтва. Премія заснована з нагоди 100-річчя від дня народження видатного діяча української культури Олександра Довженка.

## Історія нагороди
- 10 вересня 1994 року Указом Президента України Л. Д. Кучми № 511/94 з нагоди 100-річчя від дня народження видатного діяча української культури Олександра Довженка була заснована Державна премія України імені Олександра Довженка, яку присуджують за видатний внесок у розвиток українського кіномистецтва.
- 12 грудня 1994 року Кабінет Міністрів України прийняв Постанову № 833, якою затвердив Положення про премію, утворив Комітет з Державної премії України імені Олександра Довженка, затвердив Положення про Комітет і перший персональний склад Комітету.
- 17 травня 2001 року Верховна Рада України прийняла Закон України № 2420-III «Про внесення зміни до статті 11 Закону України „Про державні нагороди України“», яким була встановлена державна нагорода України — Державна премія України імені Олександра Довженка за видатний внесок у розвиток українського кіномистецтва; рекомендовано Президенту України привести свої нормативно-правові акти у відповідність з цим Законом.

## Положення про премію
- Державну премію України імені Олександра Довженка присуджують за видатний внесок у розвиток українського кіномистецтва щорічно до 10 вересня.
- Премія, що носить ім'я видатного українського кінорежисера і письменника Олександра Довженка, може бути присуджена як окремим представникам кінематографічних професій, так і творчим колективам. Колектив, який висувається на здобуття премії, не може перевищувати 5 чоловік і повинен включати лише тих авторів, чий творчий внесок був найбільш визначний.
- Премія може бути присуджена громадянам України, громадянам інших держав та особам без громадянства.
- Щороку присуджують лише одну премію.
- Твори, раніше відзначені (висунуті на здобуття) Державною премією України імені Т. Шевченка, на здобуття Державної премії України імені Олександра Довженка не висуваються. Одна і та ж кандидатура не може одночасно висуватися на здобуття Державної премії України імені Олександра Довженка по двох і більше творах.
- Повторно премія може бути присуджена митцеві за наявності нових визначних досягнень у галузі кіномистецтва, але не раніш як через п'ять років після попереднього присудження.
- Подання творів на здобуття премії здійснюється Мінкультури, творчими спілками, кіно-, теле-, відеостудіями, мистецькими закладами та науковими установами, громадськими організаціями, редакціями газет і журналів.
- Твори, висунуті на здобуття премії, приймаються Комітетом з Державної премії України імені Олександра Довженка щороку до 1 червня. Перелік цих творів публікується в пресі не пізніш як за два місяці до дня присудження премії.
- Премія присуджується Указом Президента України за поданням Комітету з Державної премії України імені Олександра Довженка.
- Особі, якій присуджують Державну премію України імені Олександра Довженка, вручають диплом, нагрудний знак із зображенням Олександра Довженка, а також грошова премія розмір якої щорічно визначає Президент України. У разі коли премія присуджена кільком особам, кожен лауреат отримує диплом і нагрудний знак, а грошова частина ділиться між ними порівну.

## Комітет з Державної премії України імені Олександра Довженка

### Положення про комітет
1. Комітет з Державної премії України імені Олександра Довженка здійснює свою діяльність на громадських засадах з метою визначення найкращих творів у галузі кіномистецтва і формується з авторитетних діячів української культури, майстрів кіно, письменників, кінознавців. До складу Комітету входять 11 чоловік. Персональний склад Комітету затверджується Кабінетом Міністрів України і здійснює свою діяльність протягом чотирьох років. Перебування у складі Комітету не може перевищувати восьми років.
2. Комітет відповідно до мети його діяльності: приймає та попередньо розглядає твори, висунуті на здобуття Державної премії України імені Олександра Довженка, публікує в пресі список прийнятих творів із зазначенням авторів та організацій, що їх висунули; відбирає найкращі твори для участі в конкурсі на здобуття премії; вносить до 15 серпня Президенту України пропозицію про присудження премії; оформляє дипломи і нагрудні знаки лауреата премії та організовує їх урочисте вручення (форму і опис диплома і нагрудного знака затверджує Комітет з Державної премії України імені Олександра Довженка).
3. Засідання Комітету вважається правомочним за наявності не менше 2/3 його складу. Рішення Комітету про допущення творів до конкурсу та про присудження Державної премії України імені Олександра Довженка приймаються таємним голосуванням. Для допущення до конкурсу твір повинен набрати більшість голосів членів Комітету, а для присудження премії — не менше 3/4 голосів членів Комітету. Якщо на здобуття Державної премії України імені Олександра Довженка висунуто твір члена Комітету, автор не бере участі в голосуванні.
4. Комітет визначає твори (авторів), допущені до участі в конкурсі, на своєму засіданні до 10 червня.

### Склад комітету
Персональний склад Комітету з Державної премії України імені Олександра Довженка станом на 15 лютого 2006 р.:
- Голова Національної спілки кінематографістів — голова Комітету
- Іллєнко Михайло Герасимович — заступник голови Комітету
- Борденюк Сергій Григорович — кінооператор, заслужений діяч мистецтв України, член Національної спілки кінематографістів
- Брюховецька Лариса Іванівна — кінокритик, головний редактор журналу «Кіно-Театр», кандидат мистецтвознавства, доцент, член Національної спілки кінематографістів
- Буковський Сергій Анатолійович
- Мовчан Павло Михайлович
- Жолдак Богдан Олексійович
- Муратова Кіра Георгіївна
- Коваль Олександр Іванович
- Санін Олесь Геннадійович
- Сердюк Лесь Олександрович († 26 травня 2010)

Склад Комітету з Державної премії України імені Олександра Довженка станом на 30 квітня 2013 року:
- Тримбач Сергій Васильович — кінознавець, кінокритик, лауреат Державної премії України імені Олександра Довженка, Голова Національної спілки кінематографістів України, (Голова Комітету)
- Вітер Василь Петрович — кінорежисер, заслужений діяч мистецтв України, член Національної спілки кінематографістів України (заступник Голови Комітету)
- Вержбицький Богдан Володимирович — кінооператор, заслужений діяч мистецтв України, член Національної спілки кінематографістів України
- Денисенко Тарас Володимирович — кіноактор, заслужений артист України, член Національної спілки кінематографістів України
- Зубавіна Ірина Борисівна — кінознавець, доктор мистецтвознавства, секретар Правління Національної спілки кінематографістів України
- Ігнатуша Олександр Федорович — кіноактор, кінорежисер, член Національної спілки кінематографістів України
- Лупій Ярослав Васильович — кінорежисер, народний артист України, секретар Правління Національної спілки кінематографістів України
- Кадочникова Лариса Валентинівна — актриса, народна артистка України, лауреат Національної премії України імені Тараса Шевченка, член Національної спілки кінематографістів України
- Курков Андрій Юрійович — кінодраматург, письменник, член європейського Пен-клубу, постійний член журі премії Європейської кіноакадемії «Фелікс», член Національної спілки кінематографістів України
- Криштофович В'ячеслав Сигизмундович — кінорежисер, заслужений діяч мистецтв України, член-кореспондент Академії мистецтв України, член Національної спілки кінематографістів України
- Сивокінь Євген Якович — кінорежисер, художник, заслужений діяч мистецтв України, лауреат мистецької премії «Київ» імені Івана Миколайчука, член Національної спілки кінематографістів України

Постановою Кабінету Міністрів України голові Комітету з Державної премії України імені Олександра Довженка дозволено вносити у разі потреби зміни до його складу.

## Лауреати премії
| Рік  | Премію присуджено | Підстава нагородження | Указ |
| ---- | --- | --- | --- |
| 1995 | акторові Брондукову Бориславу Миколайовичу | за видатний внесок у розвиток кіномистецтва | [ 2 ] |
| 1996 | режисерові-постановникові Андрійченко Наталії Георгіївні | за вагомий внесок у розвиток вітчизняного кіномистецтва | [ 3 ] |
| 1998 | режисеру-постановнику Засєєву-Руденку Миколі Вікторовичу, оператору-постановнику Чорному Олександру Михайловичу, акторам Бенюку Богдану Михайловичу, Бондаренку Олександру Вікторовичу, Писанці Руслані Ігорівні | за визначний творчий внесок у створення художнього фільму «Москаль-чарівник» | [ 4 ] |
| 1999 | автору сценарію та режисеру-постановнику Іванову Віктору Михайловичу (посмертно), кінооператору-постановнику Іллєнку Вадиму Герасимовичу, акторам Борисову Олегу (Альберту) Івановичу (посмертно), Кринициній Маргариті Василівні, Наум Наталії Михайлівні | за визначний творчий внесок у створення художнього фільму «За двома зайцями» | [ 5 ] |
| 2001 | режисерові-постановникові Осиці Леоніду Михайловичу | за особистий творчий внесок у розвиток вітчизняного кіномистецтва | [ 6 ] |
| 2002 | режисеру Муратовій Кірі Георгіївні | за вагомий внесок у розвиток вітчизняного кіномистецтва | [ 7 ] |
| 2003 | народному артистові СРСР Степанкову Костянтину Петровичу | за великий внесок у розвиток вітчизняного кіномистецтва | [ 8 ] |
| 2004 | автору сценарію та режисеру-постановнику Саніну Олександру (Олесю) Геннадійовичу, оператору-постановнику Михальчуку Сергію Євгеновичу, композитору Загайкевич Аллі Леонідівні, акторам Спесивцевій Вікторії Ігорівні, Білоусу Андрію Федоровичу | за визначний творчий внесок у створення повнометражного художнього фільму «Мамай» | [ 9 ] |
| 2005 | кінорежисерові, кінооператорові, народному артистові України Іллєнку Юрію Герасимовичу | за видатний внесок у розвиток вітчизняного кіномистецтва | [ 10 ] |
| 2006 | кінооператорові, кінорежисерові, народному артистові України, члену-кореспонденту Академії мистецтв України Ковалю Олександру Івановичу | за видатний внесок у розвиток вітчизняного кіномистецтва | [ 11 ] |
| 2007 | кінорежисерові, актору, сценаристу, заслуженому діячу мистецтв України, члену-кореспонденту Академії мистецтв України Іллєнку Михайлу Герасимовичу | за видатний внесок у розвиток українського кінематографа | [ 12 ] |
| 2008 | кінознавцю, кінокритику, автору книги «Олександр Довженко: Загибель богів. Ідентифікація автора в національному часо-просторі» Тримбачу Сергію Васильовичу | за видатний внесок у розвиток українського кіномистецтва | [ 13 ] |
| 2009 | кінорежисеру, сценаристу, заслуженому діячу мистецтв України Фаринюку Павлу Миколайовичу | за видатний внесок у розвиток українського кіномистецтва | [ 14 ] |
| 2010 | Комітет з премії ухвалив рішення про присудження її за 2010 рік авторам фільму «Освідчення в любові» — режисеру Ролану Сергієнку, оператору Едуарду Тімліну, композитору Володимиру Губі. Указ Президента щодо присудження премії не було підписано й відтак її не було вручено 12 вересня, у день народження О.Довженка, як це має бути згідно з чинним Положенням. | Комітет з премії ухвалив рішення про присудження її за 2010 рік авторам фільму «Освідчення в любові» — режисеру Ролану Сергієнку, оператору Едуарду Тімліну, композитору Володимиру Губі. Указ Президента щодо присудження премії не було підписано й відтак її не було вручено 12 вересня, у день народження О.Довженка, як це має бути згідно з чинним Положенням. | Комітет з премії ухвалив рішення про присудження її за 2010 рік авторам фільму «Освідчення в любові» — режисеру Ролану Сергієнку, оператору Едуарду Тімліну, композитору Володимиру Губі. Указ Президента щодо присудження премії не було підписано й відтак її не було вручено 12 вересня, у день народження О.Довженка, як це має бути згідно з чинним Положенням. |
| 2011 | кінорежисеру, заслуженому діячу мистецтв України, народному артисту України Кохану Григорію Романовичу та кінорежисеру, лауреату Національної премії України імені Тараса Шевченка, академіку Національної академії мистецтв України, народному артисту України Мащенку Миколі Павловичу                                                                             | за видатний внесок у розвиток українського кіномистецтва | [ 16 ] |
| 2012 | актору театру і кіно, Герою України, народному артисту України, лауреату Національної премії України імені Тараса Шевченка, академіку Національної академії мистецтв України Ступці Богдану Сильвестровичу (посмертно) | за видатний внесок у розвиток українського кіномистецтва | [ 17 ] |
| 2013 | На засіданні Комітету з присудження Державної премії України ім. Олександра Довженка, що відбулося 24 липня 2013 року, постановили вважати зазначену премію не присудженою в 2013 році. | На засіданні Комітету з присудження Державної премії України ім. Олександра Довженка, що відбулося 24 липня 2013 року, постановили вважати зазначену премію не присудженою в 2013 році. | На засіданні Комітету з присудження Державної премії України ім. Олександра Довженка, що відбулося 24 липня 2013 року, постановили вважати зазначену премію не присудженою в 2013 році. |
| 2014 | композитору, народному артисту України, лауреату премії імені Миколи Лисенка, члену Національної спілки композиторів України та Національної спілки кінематографістів України Губі Володимиру Петровичу | за видатний внесок у розвиток українського кіномистецтва | [ 19 ] |
| 2015 | творцям повнометражного ігрового фільму «Плем'я» — автору сценарію, режисеру-постановнику Слабошпицькому Мирославу Михайловичу та оператору-постановнику Васяновичу Валентину Миколайовичу | за видатний внесок у розвиток українського кіномистецтва | [ 20 ] |
| 2016 | кінорежисеру документального історико-біографічного кінопроєкту «Костянтин Степанков. Спомини після життя» Олендеру Віктору Петровичу | за видатний внесок у розвиток українського кіномистецтва | [ 21 ] |
| 2017 | народній артистці України, лауреату Національної премії України імені Тараса Шевченка, Герою України Роговцевій Аді Миколаївні | за видатний внесок у розвиток українського кіномистецтва | [ 22 ] |
| 2018 | На засіданні Комітету з присудження Державної премії України ім. Олександра Довженка, що відбулося 24 липня 2018 року, за підсумками голосування жоден з кандидатів не набрав достатньої кількості голосів. | На засіданні Комітету з присудження Державної премії України ім. Олександра Довженка, що відбулося 24 липня 2018 року, за підсумками голосування жоден з кандидатів не набрав достатньої кількості голосів. | На засіданні Комітету з присудження Державної премії України ім. Олександра Довженка, що відбулося 24 липня 2018 року, за підсумками голосування жоден з кандидатів не набрав достатньої кількості голосів. |
| 2019 | кінорежисеру Лозниці Сергію Володимировичу | за створення ігрового, повнометражного фільму «Донбас» (2018 рік) | [ 24 ] |
| 2020 | — | — | — |
| 2021 | кінорежисеру, сценаристу Ворожбит Наталі Анатоліївні | за видатний внесок у розвиток українського кіномистецтва | [ 25 ] |
| 2022 | кінорежисеру Криштофовичу Вячеславу Сигизмундовичу | за видатний внесок у розвиток українського кіномистецтва | [ 26 ] |
| 2023 | — | — | — |
| 2024 | кінорежисеру та сценаристу Балаяну Роману Гургеновичу | за видатний внесок у розвиток українського кіномистецтва | [ 27 ] |